# Падерин, Яков Николаевич

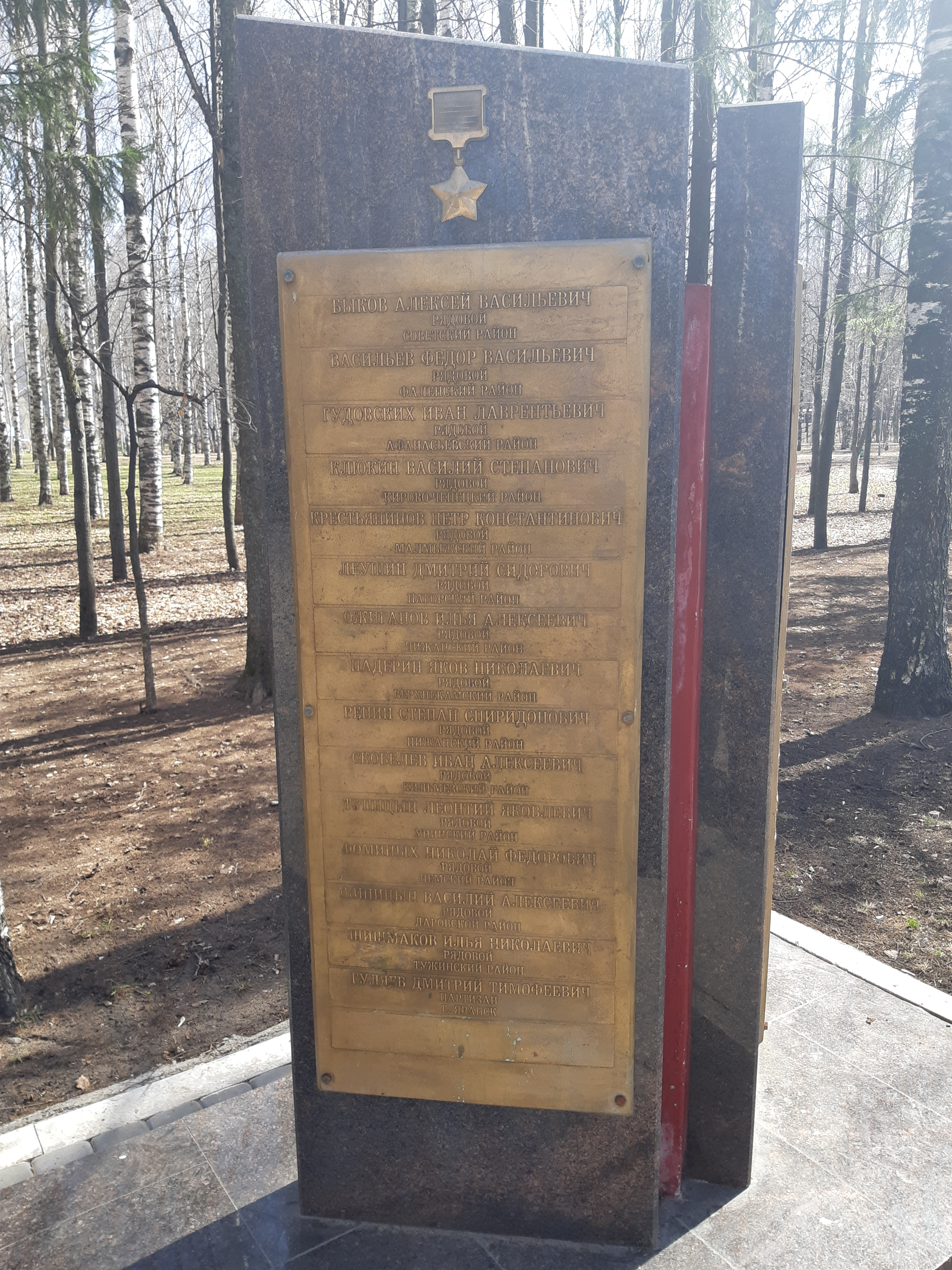
Имя Героя на гранитной стелле в парке Победы в Кирове.

Я́ков Никола́евич Паде́рин (26 ноября 1901 — 27 декабря 1941) — участник Великой Отечественной войны, Герой Советского Союза, красноармеец.

## Биография
Родился 9 декабря 1901 года в деревне Падерино в крестьянской семье.
Окончил три класса церковно-приходской школы, удостоен за учёбу медали «В память 300-летия царствования дома Романовых». Окончил Кировский финансовый техникум. Работал заведующим Кайским районным финансовым отделением.
В сентябре 1941 года призван в ряды Красной Армии. Служил в составе 1186-го стрелкового полка 355-й стрелковой дивизии 39-й армии Калининского фронта.
27 декабря 1941 года героически погиб в бою в районе деревни Рябиниха Торжокского района Калининской области, превращённой в укреплённый опорный пункт противника.
Во время боя за деревню открывший огонь из дзота пулемёт противника заставил стрелковую цепь залечь. Используя складки местности, Падерин подбирался к дзоту, но на расстоянии 20-25 метров до него был встречен огнём противника из окопа. Отбился, используя имеющиеся гранаты. Затем, преодолев оставшееся расстояние до дзота, Я. Н. Падерин поднялся и закрыл своим телом его амбразуру, обеспечив выполнение ротой боевой задачи по освобождению деревни.
Указом Президиума Верховного Совета СССР «О присвоении звания Героя Советского Союза начальствующему и рядовому составу Красной Армии» от 5 мая 1942 года за «образцовое выполнение боевых заданий командования на фронте борьбы с немецкими захватчиками и проявленные при этом отвагу и геройство» удостоен посмертно звания Героя Советского Союза.

## Память
- Его имя на гранитной стелле в парке Победы в Кирове.
- Имя Героя высечено золотыми буквами в зале Славы Центрального музея Великой Отечественной войны в Парке Победы города Москвы.